# الغفران السلستيني
الغفران السليستيني (بالإيطالية: Perdonanza Celestiniana) هو حدث ديني وتاريخي سنوي يُعقد في لاكويلا، إيطاليا, في نهاية شهر أغسطس. إنه احتفال باليوبيل الكاثوليكي، أُقيم في عام 1294 من قبل بابا سلستين الخامس بثورته Inter sanctorum solemnia (المعروفة أيضًا باسم ثور العفو أو ثور الغفران).
منذ عام 2011، أصبح هذا الاحتفال "تراث إيطالي للتقاليد" ("Patrimonio d'Italia per la tradizione") وفي عام 2019 تم تسجيله في يونسكو القائمة التمثيلية للتراث الثقافي غير المادي للبشرية.

## وصلات خارجية
- الغفران السليستيني – الموقع الرسمي للغفران السليستيني، باللغة الإيطالية.

```